# Bienertia
Bienertia é um género botânico pertencente à família Amaranthaceae.

## Espécies
- Bienertia cycloptera
- Bienertia cycloptera
- Bienertia kossinskyi
- Bienertia sinuspersici